# 卷叶碱茅
卷叶碱茅（学名：Puccinellia convoluta），为禾本科碱茅属下的一个植物种。